# Michael De Vere

a Compétitions nationales et continentales officielles uniquement.

b Matchs officiels uniquement.
Michael De Vere, né le 11 décembre 1976 à Caringbah, est un ancien joueur de rugby à XIII australien évoluant au poste d'ailier dans les années 1990 et 2000. Au cours de sa carrière, il a été international australien et a été sélectionné aux New South Wales Blues pour le State of Origin dans les années 2000. En club, il effectue la majorité de sa carrière aux Brisbane Broncos avant de l'achever en Angleterre aux Huddersfield Giants, il effectue un retour à la compétition après deux années de retraite pour disputer un unique match aux Broncos mais met un terme définitif à sa carrière le 7 avril 2009.